# Montgomery, Georgia
A nu se confunda cu Comitatul Montgomery, Georgia, Pentru alte utilizări ale cuvântului, vedeți pagina de dezambiguizare Montgomery.
Montgomery este o localitate cu statutul de loc desemnat pentru recensământ de United States Census Bureau, situat în comitatul Chathman, în zona metropolitană Savannah, statul Georgia, Statele Unite ale Americii.

## Geografie
Localitatea se află la altitudinea de 5 m deasupra n.m. ocupă suprafața de 15,9 km², din care 13,8 km² este uscat. Conform datelor culese la data Census 2000, orașul avea o populație de 4.134 de locuitori cu o densitate de 299,6 loc./km².

## Demografie
La recensământul din 2000 orașul avea:
- 4.134 locuitori

dintre care
- 88,2 % erau albi
- 9,29 % afro-americani
- 1,48 % latino-americani
- 0,6 % asiatici
- 0,34 % loc. de pe insulele din Pacific
- 0,1 % amerindieni
- 1.589 gospodării
- 1.196 familii